# Hyalurgus atra
Hyalurgus atra là một loài ruồi trong họ Tachinidae.